# Desa Jetis (administrativ by i Indonesien, Yogyakarta)
Desa Jetis är en administrativ by i Indonesien.   Den ligger i provinsen Yogyakarta, i den västra delen av landet, 400 km sydost om huvudstaden Jakarta. Desa Jetis ligger vid sjön Danau Sudang.